# Rue Italyanskaïa

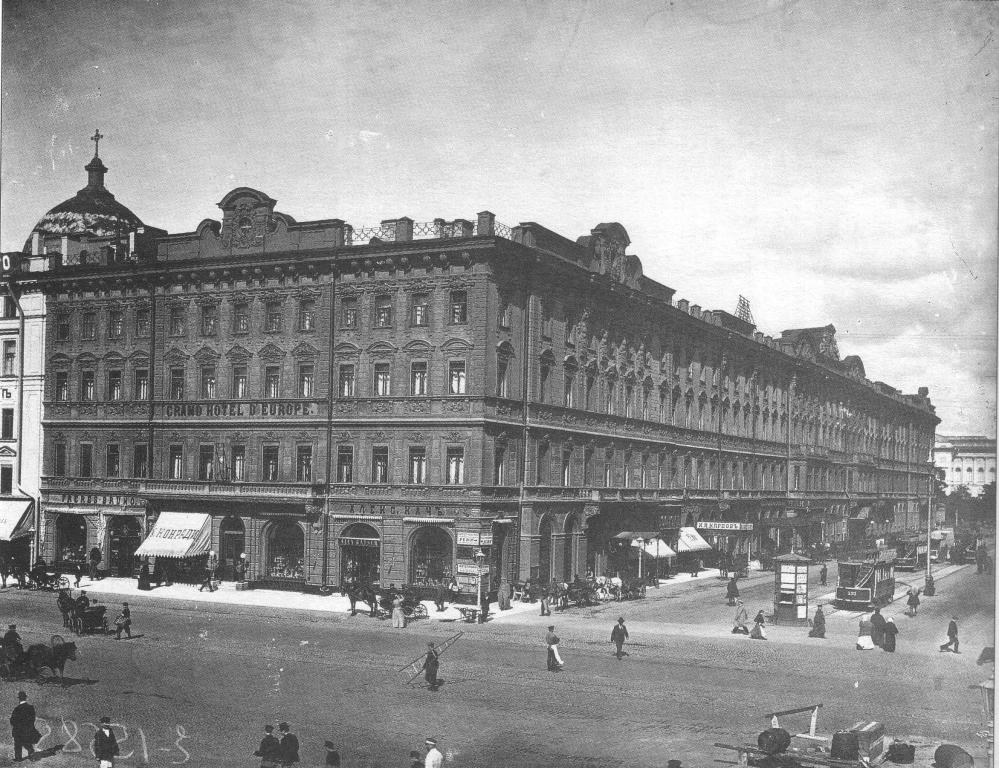
Station de tramway à chevaux près du Grand Hôtel Europe, début du XXe siècle

La rue Italyanskaïa (rue Italienne) est une rue historique du centre de Saint-Pétersbourg, en Russie, qui va du canal Griboïedov au quai Fontanka. Il croise les places des Arts et Manezhnaya, ainsi que les rues Mikhailovskaya, Sadovaïa, Malaya Sadovaya et Karavannaya.
La rue doit son nom au palais italien, qui y avait été construit en 1739 et démoli au début du XIXe siècle. À sa place a été construit l'Institut Catherine.
Entre 1871 et 1902, la rue s'appelait Bolshaya Italyanskaya (« Grand Italien »), tandis que la rue moderne Zhukovskogo s'appelait Malaya Italyanskaya (« Petit Italien »).

## Bâtiments remarquables
De nombreux bâtiments de cette rue sont classés au patrimoine culturel :
- N° 1 — Maison de l'Ordre des Jésuites
- N° 6 — Maison Vielgorski
- N° 3 — Église catholique Sainte-Catherine
- N° 7/1 — Grand Hôtel Europe
- N° 9/2 — Philharmonie de Saint-Pétersbourg
- N° 23/12 — Maison aux Quatre Colonnades
- N° 25 — Palais Chouvalov
- N° 27 — Maison de la Radio
- № 39/21 — Palais Narychkine-Chouvalov

## Littérature
- (ru) Naum Sindalovsky, Noms de villes d’hier et d’aujourd’hui, Centerpoligraph, 2014 (ISBN 978-5-227-04803-5, lire en ligne)
- Petr Nikolaevich Petrov, Histoire de Saint-Pétersbourg, Glazunov PH, 1884 (lire en ligne)